# 山梨県道116号臼井阿原竜王線
山梨県道116号臼井阿原竜王線（やまなしけんどう116ごう うすいあはらりゅうおうせん）は山梨県中央市と甲斐市を結ぶ一般県道である。釜無川とほぼ並行している。

## 概要

### 路線データ
- 起点：山梨県中央市臼井阿原（鏡中条橋東詰）
- 終点：山梨県甲斐市竜王（信玄橋東詰交差点＝山梨県道20号甲斐早川線交点）

## 通過する自治体
- 山梨県
  - 中央市 - 南アルプス市 – 甲斐市

## 交差・接続する道路
- 山梨県道5号甲府南アルプス線（開国橋東詰交差点）
- 山梨県道20号甲斐早川線（信玄橋東詰交差点）

## 周辺
- 甲斐市立玉幡中学校
- 釜無川スポーツ公園